# تنسخ الفيروس
تنسخ الفيروس هو المصطلح المستخدم من قبل علماء الفيروسات لوصف التشكل البيولوجي للفيروسات أثناء العدوى داخل الخلية المضيفة. يجب على الفيروس أولا أن يدخل إلى الخلية المضيفة وبعدها يمكن أن تحدث عملية التنسخ. من منظور الفيروس، التنسخ هو التكاثر وإنتاج أفراد جديدة من أجل الحفاض على نوعه، وذلك من خلال توليد نسخ وفيرة من جينومه وتعبئتها وتغليفها لتصبح فيروسات. يمكن للفيروس المواصلة بعدوى خلية جديدة. يختلف التنسخ بشكل كبير بين الفيروسات ويعتمد على نوع الجينات المسؤولة.

## إنتاج الفيروس/ تنسخه
تتضاعف الفيروسات فقط في الخلايا الحية. يتوجب على الخلايا المضيفة أن تؤمّن الطاقة والآليات الاصطناعية والأسلاف منخفضة الوزن الجزيئي من أجل اصطناع البروتينات الفيروسية والأحماض النووية.
يحدث تنسخ الفيروس خلال سبع مراحل هي:
1. الامتزاز
2. الدخول
3. حل الغلاف
4. الانتساخ/ إنتاج الحمض النووي الريبوزي الرسول
5. اصطناع مكونات الفيروس
6. تجميع الفريون أو الفيروس المعدي
7. إطلاق الفيروس (مرحلة التحرر)

### الامتزاز
يُعد الامتزاز الخطوة الأولى من تنسخ الفيروس. يرتبط الفيروس إلى غشاء الخلية المضيفة. يحقن بعد ذلك الحمض النووي سواء كان الريبوزي (RNA) أو الريبوزي منقوص الأكسجين (DNA) إلى الخلية المضيفة للبدء بعملية الإعداء. في الخلايا الحيوانية، تصل الفيروسات إلى داخل الخلية من خلال عملية «الإدخال الخلوي» أو البلعمة التي تحدث بدمج الفيروس والغلاف الفيروسي مع غشاء الخلية الحيوانية، أما في الخلايا النباتية، فيدخل الجرثوم إلى الخلية من خلال عملية «الشرب الخلوي» أو الاحتساء، فتمتص الخلية المضيفة الفيروس.

### الدخول
يغزو غشاء الخلية المضيفة في هذه المرحلة جزيئات الفيروس، ويغلق عليها بفجوة احتسائية. يحمي ذلك الخلية من الأجسام المضادة كما في حالة فيروس الإيدز. 

### حل الغلاف
تحل الأنزيمات الخلوية (من الليزوزومات) بروتين غلاف الفيروس، وبذلك يتحرر الحمض النووي الفيروسي أو الجينوم ويستطيع الدخول إلى الخلية. 

### الانتساخ/ إنتاج الرنا الرسول
بالنسبة لبعض الفيروسات ذات الحمض النووي الريبوزي، يتنج الرنا الرسول إثر إعداء الرنا الفيروسي. تمثل هذه المرحلة ترجمة الجينوم إلى منتجات بروتينية. بالنسبة للفيروسات الأخرى ذات اتجاه الرنا أو الدنا السلبي، تُنتج الفيروسات من الانتساخ ثم الترجمة.
يُستخدم الرنا الرسول بهدف توجيه الخلية المضيفة إلى اصطناع مكونات الفيروس. يستغل الفيروس بنية الخلية المضيفة في قيامه بالتضاعف.

### اصطناع مكونات الفيروس
يصطنع الفيروس المكونات التالية من خلال عضيات الخلية المضيفة:
- اصطناع البروتين الفيروسي: يُترجم الرنا الرسول الفيروسي في ريبوزوم الخلية إلى نمطين من البروتينات الفيروسية.
- المكونات البنيوية: تصنّع وتجمع البروتينات التي تشكل الجزيء الفيروسي
- المكونات غير البنيوية: لا توجد ضمن الجزيء، غالبًا ما تكون أنزيمات لازمة لتضاعف الجينوم الفيروسي.
- اصطناع الحمض النووي الفيروسي (تنسخ الجينوم) يُصطنع جينوم فيروسي جديد، وتكون القوالب إما الجينوم الأبوي أو الجينومات ذات حمض نووي وحيد الطاق، الطوق المتممة المشكلة حديثًا.

### تجميع الفيروس
الفيروس المعدي هو ببساطة عبارة عن أجزاء الفيروس السليمة أو الفعالة. في هذه المرحلة، يُجمّع الجينوم المصطنع حديثّا (الحمض النووي) بالإضافة إلى البروتينات لتشكيل الأجزاء الفيروسية الجديدة.
قد تحدث هذه المرحلة في نواة الخلية المضيفة أو السيتوبلاوم أو في الغشاء الخلوي بالنسبة لمعظم الفيروسات المتطورة.

### إطلاق الفيروس (التحرر)
تتحرر الفيروسات بعد نضجها إما من خلال التمزق المفاجئ للخلية المضيفة أو عن طريق اللفظ التدريجي للفيروسات المغلفة من خلال الغشاء الخلوي.
قد تغزو الفيروسات الجديدة أو تهاجم خلايا أخرى، أو تبقى مستوطنة في الخلية. في حالة العاثيات، يحدث تحرر ذراري الفيروسات المعدية من خلال حل الجراثيم المعدية. من ناحية أخرى، في حالة الفيروسات الحيوانية، يحدث تحرر الفيروسات عادة دون حل الخلايا. 